# Johanna von Bültzingslöwen
Johanna von Bültzingslöwen (* 11. Februar 1770 in Dewitz als geb. Johanna Sophia Beata Friederica Elisabeth von Gentzkow; † nach 1823) war eine deutsche Schriftstellerin.

## Leben
Johanna von Bültzingslöwen wurde 1770 als Tochter des Oberkammerjunkers und Schriftstellers Johann Adolf Friedrich von Gentzkow im Herzogtum Mecklenburg-Strelitz geboren. Sie erhielt eine gute Erziehung. Der Vater starb, als sie elf Jahre alt war. Ihre Mutter vermietete daraufhin das Gut der Familie in Dewitz und zog mit Johanna und ihren Geschwistern in die Nähe von Potsdam.
Im Jahr 1796 heiratete sie den königlich preußischen Hauptmann der Leibgarde Friedrich Heinrich von Bültzingslöwen. Das gemeinsame Kind starb nach wenigen Monaten, die Ehe wurde nach kurzer Zeit geschieden. Nach einer langjährigen Erkrankung fand Johanna von Bültzingslöwen zum Schreiben und veröffentlichte erste Aufsätze in diversen Zeitschriften. Über Johanna von Bültzingslöwen, die um 1820 nach Berlin gezogen war, liegen nach der zeitgenössischen biografischen Beschreibung Schindels aus dem Jahr 1823 keine weiteren Informationen vor.

## Werke
- Briefe über weibliche Bildung, gewechselt zwischen Tante und Nichte. Neue Berlinische Buchhandlung, Berlin 1819. (Digitalisat)
- Die Vergeltung. Ein Trauerspiel in 5 Aufzügen. Bureau für Literatur und Kunst, Berlin 1820.
- Der Kampf mit dem Schicksale. (Roman 1820)[2]
- Ansichten und Meinungen zur Beförderung glücklicher Ehen. In zwei Abhandlungen abgefaßt. Neue Berlinische Buchhandlung, Berlin 1820.